# 孟定路
孟定路，蠻名景麻，元至元二十六年（1289年）时所设置的路，属于云南行省。治所在今云南省耿马傣族佤族自治县孟定镇。東北有無量山，又有喳哩江與麓川江交匯。

## 沿革
至元二十四年（1287年），金齿孟定甸官俺嫂、孟缠甸阿受、夫鲁寨木拜带领两万五千人降元。
至元二十六年（1289年），设立孟定路。
至元三十一年（1294年）四月，设置孟定路军民总管府，命金齿归附官阿鲁为孟定路总管，佩虎符。
泰定三年（1326年）七月，在孟定路东南设置谋粘路。
至正八年（1348年），孟定路隶属麓川。思伦发派召鲁汉媛治理孟定，勐卯傣族迁居。
明朝洪武十五年（1382年）三月，改孟定路为孟定府，全名孟定御夷府。